# Badminton Open Saarbrücken 2010
Die Bitburger Open 2010 (offiziell Bitburger Badminton Open 2010) im Badminton fanden vom 31. August bis 5. September 2010 in Saarbrücken statt.

## Austragungsort
- Saarlandhalle, Saarbrücken

## Sieger und Platzierte
| Disziplin    | Gold                         | Silber                                 | Bronze                             |
| ------------ | ---------------------------- | -------------------------------------- | ---------------------------------- |
| Herreneinzel | Chen Long                    | Hans-Kristian Vittinghus               | Carl Baxter                        |
| Herreneinzel | Chen Long                    | Hans-Kristian Vittinghus               | Petr Koukal                        |
| Dameneinzel  | Liu Xin                      | Wang Rong                              | Olga Konon                         |
| Dameneinzel  | Liu Xin                      | Wang Rong                              | Zhou Hui                           |
| Herrendoppel | Mathias Boe Carsten Mogensen | Ingo Kindervater Johannes Schöttler    | Jorrit de Ruiter Dave Khodabux     |
| Herrendoppel | Mathias Boe Carsten Mogensen | Ingo Kindervater Johannes Schöttler    | Andrew Ellis Chris Langridge       |
| Damendoppel  | Pan Pan Tian Qing            | Lotte Jonathans Paulien van Dooremalen | Maria Helsbøl Anne Skelbæk         |
| Damendoppel  | Pan Pan Tian Qing            | Lotte Jonathans Paulien van Dooremalen | Komala Dewi Keshya Nurvita Hanadia |
| Mixed        | Zhang Nan Zhao Yunlei        | Michael Fuchs Birgit Overzier          | Chris Adcock Imogen Bankier        |
| Mixed        | Zhang Nan Zhao Yunlei        | Michael Fuchs Birgit Overzier          | Marcus Ellis Heather Olver         |

## Finalergebnisse
| Disziplin    | Sieger                       | Finalist                            | Ergebnis          |
| ------------ | ---------------------------- | ----------------------------------- | ----------------- |
| Herreneinzel | Chen Long                    | Hans-Kristian Vittinghus            | 21–3, 12–21, 21–9 |
| Dameneinzel  | Liu Xin                      | Wang Rong                           | 21–16, 21–10      |
| Herrendoppel | Mathias Boe Carsten Mogensen | Ingo Kindervater Johannes Schöttler | 21–16, 21–16      |
| Damendoppel  | Pan Pan Tian Qing            | Lotte Bruil Paulien van Dooremalen  | 21–7, 21–10       |
| Mixed        | Zhang Nan Zhao Yunlei        | Michael Fuchs Birgit Overzier       | 22–20, 21–9       |

## Herreneinzel Qualifikation
- Nils Rotter –  Martin Zehan Zhang: 21-15 / 19-21 / 21-10
- Kai Schäfer –  Robert Mann: 21-9 / 21-15
- Aviv Sade –  Manfred Helms: 21-10 / 21-11
- Wen Kai –  Jens Kamburg: 21-12 / 21-6
- Peter Lang –  Christoph Beck: 21-10 / 16-21 / 21-13
- Jente Paesen –  Philipp Discher: 21-14 / 21-14
- Shai Geffen –  Christopher Skrzeba: 21-19 / 21-19
- Niklas Niemczyk –  Nathan Vervaeke: 20-22 / 21-16 / 21-10
- Phillip Droste –  Jaroslav Holeček: 21-17 / 21-13
- Raphael Beck –  Thibaut Landie: 21-7 / 21-8
- Lu Yi –  René Rother: 21-5 / 21-11
- Fabian Scherpen –  Dominic Becker: 12-21 / 21-18 / 21-17
- Kai Schäfer –  Aviv Sade: 21-6 / 21-10
- Jente Paesen –  Peter Lang: 23-21 / 21-18
- Shai Geffen –  Niklas Niemczyk: 21-11 / 10-21 / 23-21
- Phillip Droste –  Thomas Legleitner: 21-16 / 21-14
- Lu Yi –  Raphael Beck: 21-11 / 21-7

## Herreneinzel
- Chen Long –  Nils Rotter: 21-4 / 21-5
- Kęstutis Navickas –  Sven Eric Kastens: 21-16 / 23-21
- Dmytro Zavadsky –  Christian Lind Thomsen: 21-18 / 9-21 / 21-15
- Tomáš Kopřiva –  Anup Sridhar: 21-19 / 21-17
- Ajay Jayaram –  Birger Abts: 21-7 / 21-10
- Ville Lång –  Kristian Midtgaard: 21-14 / 21-9
- Matthieu Lo Ying Ping –  Kai Schäfer: 21-13 / 21-8
- Alexander Roovers –  Manuel Batista: 21-12 / 21-6
- Dicky Palyama –  Maxime Moreels: 21-14 / 21-15
- Marcel Reuter –  Shai Geffen: 21-17 / 21-15
- Rune Ulsing –  Pavel Florián: 22-20 / 19-21 / 21-16
- Indra Bagus Ade Chandra –  Phillip Droste: 24-22 / 21-14
- Carl Baxter –  Fabian Hammes: 11-6 ret.
- Takahiro Hiramatsu –  Tony Stephenson: 21-16 / 10-21 / 21-10
- Henri Hurskainen –  Dieter Domke: 6-3 ret.
- Martin Bille Larsen –  Robert Georg: 21-18 / 21-14
- Andreas Heinz –  Richard Domke: 11-21 / 21-17 / 21-17
- Petr Koukal –  Wang Zhengming: 21-15 / 21-15
- Magnus Sahlberg –  Jakub Bitman: 21-16 / 17-21 / 21-17
- Lukas Schmidt –  Jon Lindholm: 21-15 / 21-8
- Simon Maunoury –  Misha Zilberman: 22-20 / 21-19
- Pedro Martins –  Anand Pawar: 10-21 / 21-18 / 21-16
- Vladimir Malkov –  Patrick Kämnitz: 21-6 / 21-14
- Rajiv Ouseph –  Kai Waldenberger: 21-14 / 21-13
- Mathieu Pohl –  Fabian Scherpen: 21-6 / 21-6
- Eetu Heino –  Scott Evans: 21-19 / 21-17
- Jente Paesen –  Nikolaj Persson: 21-19 / 19-21 / 21-11
- Hans-Kristian Vittinghus –  Yuhan Tan: 21-12 / 16-21 / 21-19
- Lu Yi –  Viktor Axelsen: 21-9 / 21-13
- Raul Must –  Sebastian Rduch: 21-13 / 21-13
- Wen Kai –  Hannes Käsbauer: 21-13 / 21-7
- Marc Zwiebler –  Christian Bösiger: 21-11 / 21-5
- Chen Long –  Kęstutis Navickas: 21-11 / 20-22 / 21-17
- Dmytro Zavadsky –  Tomáš Kopřiva: 21-17 / 21-16
- Ville Lång –  Ajay Jayaram: 7-21 / 21-14 / 21-12
- Matthieu Lo Ying Ping –  Alexander Roovers: 21-17 / 21-15
- Dicky Palyama –  Marcel Reuter: 17-21 / 21-15 / 21-15
- Indra Bagus Ade Chandra –  Rune Ulsing: 21-15 / 21-14
- Carl Baxter –  Takahiro Hiramatsu: 21-13 / 21-10
- Henri Hurskainen –  Martin Bille Larsen: 21-14 / 9-21 / 21-12
- Petr Koukal –  Andreas Heinz: 21-6 / 21-7
- Magnus Sahlberg –  Lukas Schmidt: 21-12 / 17-21 / 21-16
- Pedro Martins –  Simon Maunoury: 21-19 / 22-20
- Rajiv Ouseph –  Vladimir Malkov: 21-13 / 21-8
- Eetu Heino –  Mathieu Pohl: 12-21 / 21-16 / 21-13
- Hans-Kristian Vittinghus –  Jente Paesen: 21-9 / 21-13
- Lu Yi –  Raul Must: 21-7 / 21-8
- Marc Zwiebler –  Wen Kai: 21-15 / 19-21 / 21-19
- Chen Long –  Dmytro Zavadsky: 21-7 / 21-9
- Ville Lång –  Matthieu Lo Ying Ping: 21-9 / 21-17
- Indra Bagus Ade Chandra –  Dicky Palyama: 21-18 / 21-15
- Carl Baxter –  Henri Hurskainen: 21-11 / 21-9
- Petr Koukal –  Magnus Sahlberg: 21-11 / 21-9
- Rajiv Ouseph –  Pedro Martins: 21-17 / 21-11
- Hans-Kristian Vittinghus –  Eetu Heino: 21-14 / 21-12
- Lu Yi –  Marc Zwiebler: 21-14 / 21-13
- Chen Long –  Ville Lång: 21-11 / 21-6
- Carl Baxter –  Indra Bagus Ade Chandra: 21-12 / 18-21 / 11-6 ret.
- Petr Koukal –  Rajiv Ouseph: 14-21 / 21-17 / 21-9
- Hans-Kristian Vittinghus –  Lu Yi: 16-21 / 21-16 / 21-18
- Chen Long –  Carl Baxter: 21-17 / 21-9
- Hans-Kristian Vittinghus –  Petr Koukal: 21-14 / 21-4
- Chen Long –  Hans-Kristian Vittinghus: 21-3 / 12-21 / 21-9

## Dameneinzel Qualifikation
- Nozomi Okuhara –  Kathrin Hoffmann: 21-4 / 21-10
- Xia Jingyun –  Claudia Mayer: 21-11 / 21-9
- Mona Reich –  Akvilė Stapušaitytė: 28-26 / 19-21 / 21-12
- Liu Xin –  Marie Demy: 21-12 / 21-3
- Linda Sloan –  Nathalie Ziesig: 21-6 / 21-9
- Zuzana Pavelková –  Angela Castillo: 21-15 / 21-13
- Kim Buss –  Sarina Kohlfürst: 21-15 / 21-13
- Zhou Hui –  Alina Hammes: 21-6 / 21-12
- Miroslava Vašková –  Claudia Vogelgsang: 21-16 / 21-12
- Iris Tabeling –  Benaria Plagens: 21-5 / 21-8
- Xia Jingyun –  Mona Reich: 21-10 / 21-8
- Camilla Overgaard –  Inken Wienefeld: 21-7 / 21-9
- Liu Xin –  Anika Dörr: 21-2 / 21-4
- Linda Sloan –  Zuzana Pavelková: 21-13 / 21-16
- Ragna Ingólfsdóttir –  Kim Buss: 21-19 / 21-9
- Zhou Hui –  Miroslava Vašková: 21-7 / 21-3
- Mariya Diptan –  Iris Tabeling: 21-19 / 21-8
- Xia Jingyun –  Nozomi Okuhara: 21-16 / 22-20
- Liu Xin –  Camilla Overgaard: 21-12 / 21-9
- Ragna Ingólfsdóttir –  Linda Sloan: 21-14 / 21-15
- Zhou Hui –  Mariya Diptan: 21-9 / 21-11

## Dameneinzel
- Pi Hongyan –  Karin Schnaase: 21-9 / 22-20
- Liu Xin –  Hadia Hosny: 21-7 / 21-8
- Jeanine Cicognini –  Ragna Ingólfsdóttir: 21-8 / 21-18
- Chloe Magee –  Michelle Chan: 21-8 / 21-18
- Olga Konon –  Xia Jingyun: 21-16 / 13-21 / 21-12
- Elizabeth Cann –  Camilla Sørensen: 15-21 / 21-13 / 21-13
- Perrine Lebuhanic –  Špela Silvester: 21-14 / 24-22
- Lindaweni Fanetri –  Simone Prutsch: 21-13 / 18-21 / 21-17
- Li Xuerui –  Kaori Imabeppu: 21-14 / 21-9
- Zhou Hui –  Sashina Vignes Waran: 21-10 / 21-11
- Ella Diehl –  Lianne Tan: 21-13 / 21-18
- Aprilia Yuswandari –  Maja Tvrdy: 21-11 / 21-16
- Linda Zechiri –  Telma Santos: 14-21 / 21-18 / 21-13
- Wang Rong –  Patty Stolzenbach: 21-19 / 21-8
- Juliane Schenk –  Karina Jørgensen: 21-15 / 21-18
- Carola Bott –  Judith Meulendijks: w.o.
- Liu Xin –  Pi Hongyan: 21-14 / 21-19
- Jeanine Cicognini –  Chloe Magee: 21-13 / 21-15
- Olga Konon –  Carola Bott: 21-14 / 21-16
- Elizabeth Cann –  Perrine Lebuhanic: 21-17 / 21-14
- Lindaweni Fanetri –  Li Xuerui: 21-14 / 16-21 / 19-17
- Zhou Hui –  Ella Diehl: 21-15 / 11-10
- Aprilia Yuswandari –  Linda Zechiri: 21-16 / 18-21 / 5-3
- Wang Rong –  Juliane Schenk: 29-27 / 20-19
- Liu Xin –  Jeanine Cicognini: 21-16 / 21-15
- Olga Konon –  Elizabeth Cann: 21-18 / 22-20
- Zhou Hui –  Lindaweni Fanetri: 21-13 / 21-15
- Wang Rong –  Aprilia Yuswandari: 18-21 / 21-14 / 23-21
- Liu Xin –  Olga Konon: 23-21 / 21-17
- Wang Rong –  Zhou Hui: 21-12 / 13-21 / 25-23
- Liu Xin –  Wang Rong: 21-16 / 21-10

## Herrendoppel Qualifikation
- Nils Rotter /  Kai Schäfer –  Thibaut Landie /  Denis Reunif: 21-14 / 21-10
- Raphael Beck /  Fabian Scherpen –  Niklas Niemczyk /  Martin Zehan Zhang: 21-14 / 21-4
- Steffen Becker /  René Rother –  Aviv Sade /  Shai Geffen: 21-11 / 21-13
- Nils Rotter /  Kai Schäfer –  Dominic Becker /  Jens Kamburg: 21-13 / 18-21 / 21-19
- Phillip Droste /  Patrick Neubacher –  Robert Georg /  Franklin Wahab: 21-18 / 21-11

## Herrendoppel
- Mathias Boe /  Carsten Mogensen –  Michael Fuchs /  Oliver Roth: 21-23 / 21-19 / 21-12
- Sam Magee /  Tony Stephenson –  Steffen Becker /  René Rother: 21-12 / 21-8
- Laurent Constantin /  Sébastien Vincent –  Jonas Geigenberger /  Andreas Heinz: 21-18 / 21-18
- Angga Pratama /  Rian Agung Saputro –  Birger Abts /  Jonathan Gillis: 21-12 / 21-12
- Fabian Holzer /  Max Schwenger –  Nils Rotter /  Kai Schäfer: 18-9 ret.
- Terry Yeo Zhao Jiang /  Liu Yi –  Maurice Niesner /  Till Zander: 21-19 / 21-11
- Andrew Ellis /  Chris Langridge –  Ruud Bosch /  Koen Ridder: 14-21 / 21-18 / 22-20
- Jacco Arends /  Jelle Maas –  Peter Lang /  Thomas Legleitner: 21-12 / 21-16
- Johnathan Tang Yew Loong /  Jeffrey Wong Hao Cong –  Matijs Dierickx /  Freek Golinski: 21-15 / 13-21 / 21-17
- Marcus Ellis /  Robin Middleton –  Yohanes Rendy Sugiarto /  Afiat Yuris Wirawan: 24-22 / 26-24
- Ingo Kindervater /  Johannes Schöttler –  Ondřej Kopřiva /  Tomáš Kopřiva: 21-8 / 21-8
- Mads Conrad-Petersen /  Mads Pieler Kolding –  Raphael Beck /  Fabian Scherpen: 21-6 / 21-7
- Phillip Droste /  Patrick Neubacher –  Dorian James /  Willem Viljoen: 13-21 / 21-19 / 21-19
- Jorrit de Ruiter /  Dave Khodabux –  Mats Hukriede /  Philip Welker: 21-10 / 21-16
- Tim Dettmann /  Jan Sören Schulz –  Manuel Batista /  Felix Hoffmann: 21-12 / 21-11
- Chai Biao /  Zhang Nan –  Peter Käsbauer /  Josche Zurwonne: 21-17 / 21-17
- Mathias Boe /  Carsten Mogensen –  Sam Magee /  Tony Stephenson: 21-15 / 21-14
- Angga Pratama /  Rian Agung Saputro –  Laurent Constantin /  Sébastien Vincent: 21-17 / 21-19
- Fabian Holzer /  Max Schwenger –  Terry Yeo Zhao Jiang /  Liu Yi: 21-14 / 21-15
- Andrew Ellis /  Chris Langridge –  Jacco Arends /  Jelle Maas: 21-11 / 21-11
- Marcus Ellis /  Robin Middleton –  Johnathan Tang Yew Loong /  Jeffrey Wong Hao Cong: 21-11 / 21-15
- Ingo Kindervater /  Johannes Schöttler –  Mads Conrad-Petersen /  Mads Pieler Kolding: 21-19 / 21-15
- Jorrit de Ruiter /  Dave Khodabux –  Phillip Droste /  Patrick Neubacher: 21-17 / 21-15
- Chai Biao /  Zhang Nan –  Tim Dettmann /  Jan Sören Schulz: 21-13 / 23-21
- Mathias Boe /  Carsten Mogensen –  Angga Pratama /  Rian Agung Saputro: 21-18 / 21-12
- Andrew Ellis /  Chris Langridge –  Fabian Holzer /  Max Schwenger: 21-5 / 21-15
- Ingo Kindervater /  Johannes Schöttler –  Marcus Ellis /  Robin Middleton: 18-21 / 21-13 / 28-26
- Jorrit de Ruiter /  Dave Khodabux –  Chai Biao /  Zhang Nan: 21-17 / 22-20
- Mathias Boe /  Carsten Mogensen –  Andrew Ellis /  Chris Langridge: 20-22 / 21-17 / 21-19
- Ingo Kindervater /  Johannes Schöttler –  Jorrit de Ruiter /  Dave Khodabux: 18-21 / 21-13 / 21-14
- Mathias Boe /  Carsten Mogensen –  Ingo Kindervater /  Johannes Schöttler: 21-16 / 21-16

## Damendoppel
- Komala Dewi /  Keshya Nurvita Hanadia –  Kim Buss /  Claudia Vogelgsang: 21-12 / 21-10
- Selena Piek /  Iris Tabeling –  Isabel Herttrich /  Inken Wienefeld: 21-11 / 16-21 / 21-12
- Pan Pan /  Tian Qing –  Kathrin Hoffmann /  Natascha Thome: 21-5 / 21-8
- Emelie Fabbeke /  Emma Wengberg –  Magnea Magnusdottir /  Carla Nelte: 21-18 / 21-16
- Maria Helsbøl /  Anne Skelbæk –  Carola Bott /  Karin Schnaase: 21-14 / 21-14
- Della Destiara Haris /  Suci Rizky Andini –  Anika Dörr /  Franziska Volkmann: 21-7 / 21-12
- Alina Hammes /  Laura Ufermann –  Sarina Kohlfürst /  Nathalie Ziesig: 21-16 / 21-8
- Grace Gao /  Hadia Hosny –  Wang Xiaoli /  Yu Yang: w.o.
- Michelle Edwards /  Annari Viljoen –  Lena Frier Kristiansen /  Marie Røpke: w.o.
- Line Damkjær Kruse /  Mie Schjøtt-Kristensen –  Selena Piek /  Iris Tabeling: 19-21 / 21-6 / 21-10
- Emelie Fabbeke /  Emma Wengberg –  Angela Castillo /  Marie Demy: 21-10 / 21-9
- Michelle Edwards /  Annari Viljoen –  Grace Gao /  Hadia Hosny: 15-21 / 21-12 / 21-12
- Maria Helsbøl /  Anne Skelbæk –  Sandra Marinello /  Birgit Overzier: 21-19 / 21-19
- Della Destiara Haris /  Suci Rizky Andini –  Alžběta Bášová /  Šárka Křížková: 21-15 / 21-9
- Lotte Jonathans /  Paulien van Dooremalen –  Alina Hammes /  Laura Ufermann: 21-10 / 21-8
- Komala Dewi /  Keshya Nurvita Hanadia –  Jenny Wallwork /  Gabrielle Adcock: w.o.
- Pan Pan /  Tian Qing –  Samantha Barning /  Eefje Muskens: w.o.
- Komala Dewi /  Keshya Nurvita Hanadia –  Line Damkjær Kruse /  Mie Schjøtt-Kristensen: 21-14 / 21-15
- Pan Pan /  Tian Qing –  Emelie Fabbeke /  Emma Wengberg: 21-15 / 21-7
- Maria Helsbøl /  Anne Skelbæk –  Michelle Edwards /  Annari Viljoen: 21-9 / 21-18
- Lotte Jonathans /  Paulien van Dooremalen –  Della Destiara Haris /  Suci Rizky Andini: 21-6 / 20-22 / 21-16
- Pan Pan /  Tian Qing –  Komala Dewi /  Keshya Nurvita Hanadia: 21-12 / 21-19
- Lotte Jonathans /  Paulien van Dooremalen –  Maria Helsbøl /  Anne Skelbæk: 21-12 / 21-17
- Pan Pan /  Tian Qing –  Lotte Jonathans /  Paulien van Dooremalen: 21-7 / 21-10

## Mixed Qualifikation
- Felix Hoffmann /  Kathrin Hoffmann –  Mats Hukriede /  Franziska Volkmann: 21-11 / 21-18
- Heimo Götschl /  Claudia Mayer –  Peter Lang /  Alina Hammes: 21-5 / 21-14

## Mixed
- Toby Ng /  Grace Gao –  Heimo Götschl /  Claudia Mayer: 21-17 / 21-11
- Sam Magee /  Chloe Magee –  Raphael Beck /  Natascha Thome: 21-10 / 21-8
- Michael Fuchs /  Birgit Overzier –  Rasmus Bonde /  Julie Houmann: 21-8 / 21-11
- Max Schwenger /  Isabel Herttrich –  Nils Rotter /  Anika Dörr: 21-15 / 21-16
- Mikkel Delbo Larsen /  Mie Schjøtt-Kristensen –  Josche Zurwonne /  Carla Nelte: 17-21 / 21-11 / 21-16
- Delynugraha Muhammad Rizky /  Richi Puspita Dili –  Felix Hoffmann /  Kathrin Hoffmann: 21-8 / 21-13
- Marcus Ellis /  Heather Olver –  Jacco Arends /  Selena Piek: 21-14 / 14-21 / 21-8
- Jakub Bitman /  Alžběta Bášová –  Maxime Moreels /  Marie Demy: 21-9 / 21-13
- Chris Adcock /  Imogen Bankier –  Johannes Schöttler /  Sandra Marinello: 21-18 / 10-21 / 21-15
- Jelle Maas /  Iris Tabeling –  Peter Käsbauer /  Magnea Magnusdottir: 16-21 / 21-19 / 21-18
- Robin Middleton /  Samantha Ward –  Nathan Vervaeke /  Angela Castillo: 21-10 / 21-7
- Dmytro Zavadsky /  Mariya Diptan –  Misha Zilberman /  Claudia Vogelgsang: 21-8 / 21-12
- Zhang Nan /  Zhao Yunlei –  Jaroslav Holecek /  Miroslava Vašková: 21-3 / 21-10
- Till Zander /  Laura Ufermann –  Dorian James /  Michelle Edwards: 22-24 / 21-13 / 21-18
- Shintaro Ikeda /  Reiko Shiota –  Mikkel Elbjørn /  Line Damkjær Kruse: 21-18 / 21-18
- Jonathan Gillis /  Séverine Corvilain –  Robert Blair /  Gabrielle Adcock: w.o.
- Sam Magee /  Chloe Magee –  Toby Ng /  Grace Gao: 21-14 / 21-16
- Michael Fuchs /  Birgit Overzier –  Max Schwenger /  Isabel Herttrich: 19-21 / 21-12 / 21-18
- Mikkel Delbo Larsen /  Mie Schjøtt-Kristensen –  Delynugraha Muhammad Rizky /  Richi Puspita Dili: 21-6 / 17-21 / 21-17
- Marcus Ellis /  Heather Olver –  Jakub Bitman /  Alžběta Bášová: 21-8 / 21-15
- Chris Adcock /  Imogen Bankier –  Jonathan Gillis /  Séverine Corvilain: 21-11 / 21-11
- Robin Middleton /  Samantha Ward –  Jelle Maas /  Iris Tabeling: 21-14 / 21-12
- Zhang Nan /  Zhao Yunlei –  Dmytro Zavadsky /  Mariya Diptan: 21-6 / 21-9
- Shintaro Ikeda /  Reiko Shiota –  Till Zander /  Laura Ufermann: 21-12 / 21-11
- Michael Fuchs /  Birgit Overzier –  Sam Magee /  Chloe Magee: 21-15 / 21-11
- Marcus Ellis /  Heather Olver –  Mikkel Delbo Larsen /  Mie Schjøtt-Kristensen: 21-19 / 21-19
- Chris Adcock /  Imogen Bankier –  Robin Middleton /  Samantha Ward: 21-14 / 24-22
- Zhang Nan /  Zhao Yunlei –  Shintaro Ikeda /  Reiko Shiota: 21-14 / 22-20
- Michael Fuchs /  Birgit Overzier –  Marcus Ellis /  Heather Olver: 25-23 / 21-14
- Zhang Nan /  Zhao Yunlei –  Chris Adcock /  Imogen Bankier: 21-17 / 18-21 / 24-22
- Zhang Nan /  Zhao Yunlei –  Michael Fuchs /  Birgit Overzier: 22-20 / 21-9